# Chunga’s Revenge
Chunga’s Revenge (рус. Месть чунги) — третий сольный альбом Фрэнка Заппы, выпущенный в 1970 году. Это первый альбом Заппы, в котором появляется дуэт Фло и Эдди, бывших участников группы The Turtles. Chunga’s Revenge представляет собой уход Заппы от политической сатиры, характерной для его работ 1960-х с группой The Mothers of Invention, а в музыкальном отношении уход от джаз-фьюжн альбома Hot Rats.

## Об альбоме
Материал, представляемый в Chunga’s Revenge эклектичен по своему характеру. Здесь два гитарных джэма («Transylvania Boogie» и заглавный трек), блюзовая «Road Ladies», джазовая интерлюдия «Twenty Small Cigars» (когда-то забракованная на записи альбома Hot Rats), авангардная концертная импровизация (многочастная «The Nancy and Mary Music», которая, на самом деле, является выборкой из Кинг Конга) и несколько поп-номеров («Tell Me You Love Me», «Would You Go All the Way?», «Rudy Wants to Buy Yez a Drink», «Sharleena»).
Все вокальные номера на одну тему — секс и беспорядочные знакомства с групи и, как Заппа отметил на конверте альбома, представляют собой предварительный просмотр грядущего следом фильма-альбома 200 Motels. Предполагалось, что часть Chunga’s Revenge украсит этот фильм, однако в окончательный монтаж не попала.

## Список композиций
Слова и музыка всех песен — Фрэнка Заппы.
| №  | Название                 | Длительность |
| -- | ------------------------ | ------------ |
| 1. | «Transylvania Boogie»    | 5:01         |
| 2. | «Road Ladies»            | 4:10         |
| 3. | «Twenty Small Cigars»    | 2:17         |
| 4. | «The Nancy & Mary Music» | 9:27         |

| №   | Название                        | Длительность |
| --- | ------------------------------- | ------------ |
| 5.  | «Tell Me You Love Me»           | 2:33         |
| 6.  | «Would You Go All the Way?»     | 2:29         |
| 7.  | «Chunga’s Revenge»              | 6:15         |
| 8.  | «The Clap»                      | 1:23         |
| 9.  | «Rudy Wants to Buy Yez a Drink» | 2:44         |
| 10. | «Sharleena»                     | 4:04         |

## Участники записи
- Фрэнк Заппа — гитара, клавесин, ударные, вокал, Condor
- Макс Бенетт — бас-гитара
- Джордж Дюк — орган, тромбон, электрическое фортепиано, звуковые эффекты, вокал
- Эйнсли Данбар — ударные, бубен
- Джон Гвирин — ударные («Twenty Small Cigars»)
- Дон Харрис[англ.] — электрическая скрипка, орган
- Говард Кейлан — вокал
- Марк Волман — вокал
- Джефф Симмонс — бас-гитара, вокал
- Иэн Андервуд — орган, гитара, фортепиано, ритм-гитара, электрическое фортепиано, саксофон-альт, саксофон-тенор, духовой орган

## Позиции в хит-парадах
| Хит-парад (1970)                 | Высшая позиция | Пребывание в чарте |
| -------------------------------- | -------------- | ------------------ |
| Австралия (Kent Music Report)    | 24             | нет данных         |
| Великобритания (UK Albums Chart) | 43             | 1 неделя           |
| США (Billboard Top LP’s)         | 119            | нет данных         |

| Хит-парад (1971)         | Позиция |
| ------------------------ | ------- |
| Италия (FIMI)            | 52      |
| Нидерланды (Buma/Stemra) | 48      |